# Francesco Malcom
Francesco Malcom (ur. 27 listopada 1971 w Bari) – włoski aktor, reżyser, scenarzysta i producent filmów pornograficznych. Był nazywany „Alessandrem Momo filmów erotycznych”.

## Życiorys

### Wczesne lata
Urodził się w Bari jako syn Giovanny i Giuseppe’a Peppina Trulliego, przywódcy związku komunistycznego. Wychowywał się z bratem i siostrą. Uczęszczał do Szkoły Podstawowej im. Niccolò Piccinniego i Liceo Scientifico Statale Arcangelo Scacchi w Bari. Jego drugie imię „Malcolm” było inspirowane jednym z przywódców ruchu afroamerykańskiego w Stanach Zjednoczonych Malcolmem X. W 1988 przeprowadził się wraz z rodziną do Rzymu, gdzie ukończył kurs scenarzysty w RAI-Script w Dino Audino Editore i studiował na wydziale komunikacji, marketingu i reklamy w Istituto Europeo di Design (IED). Następnie przeniósł się do Florencji, gdzie studiował renowację zabytków i dzieł sztuki w Opificio delle Pietre Dure.
W okresie dorastania zainteresował się kinem porno. Mając 16 lat, obejrzał program Rete 4 Maurizio Costanzo Show, dzięki któremu poznał karierę aktora porno Roberta Malone’a. Po raz pierwszy uprawiał seks w wieku 17 lat w metrze Cavour.

### Kariera w branży porno
W styczniu 1992 zgłosił się na przesłuchanie u reżysera i producenta Riccardo Schicchiego, jednak ze względu na zbyt młodzieńczy wygląd nie został przyjęty do obsady filmu z Milly D’Abbraccio. Oficjalnie zaczął pracować 18 lutego 1993, kiedy nakręcił swój pierwszy film 35 mm dla MG Video w reżyserii Franco Ludovisiego, zatytułowany Perwersje w Wenecji (Incontro a Venezia) z debiutującą Simoną Valli. Film został nagrodzony w Barcelonie w 1994, a Francesco Malcom otrzymał pierwszą międzynarodową nagrodę. Potem trafił do produkcji z Erosem Cristaldim w Mediolanie i współpracował z Robym Bianchim.
Mario Salieri powierzył mu główną rolę w filmie Młodzieńcze perwersje (Adolescenza perversa, 1993) u boku Selen, Draghixy i Christophera Clarka, wielokrotnie nagradzanym na Festival Internacional de Cine Erótico de Barcelona.
W 1993, na pierwszym Festival Internacional de Cine Erótico de Barcelona, gdzie rywalizował z Rocco Siffredim, Peterem Northem i Ronem Jeremy, został uznany za „najlepszego aktora europejskiego”. Zdobył wiele branżowych nagród, w tym w Barcelonie (1994), Riccione (1995), Meeting 999 (1996), Mediolanie (1997) i Impulse Video (1997). Był obecny na targach erotycznych i imprezach. Udzielił wywiadu dla „Vanity Fair”.

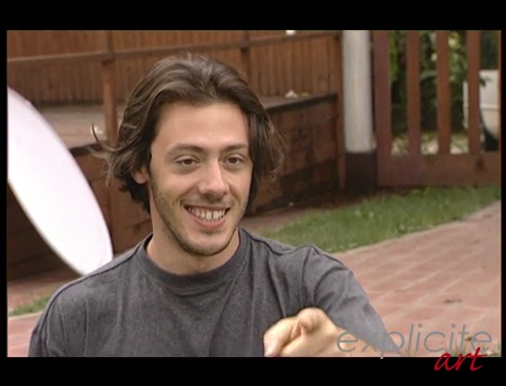
Francesco Malcom w scenie 24 heures d’amour (1998)

W latach 90. jego urok dobrego faceta z czystą twarzą czynił różnicę między nim a innymi aktorami filmów XXX. Współpracował z wieloma reżyserami włoskimi i zagranicznymi, takimi jak: Alex Perry, Luca Damiano, Nic Cramer, Antonio Adamo, Jannik Perrin, John B. Root, Silvio Bandinelli, Max Bellocchio, Nils Molitor, Rocco Siffredi, Roy Alexander, Niki Ranieri, Jenny Forte, Tony Dal Duomo czy Marc Dorcel. Był obsadzony w porno parodiach; Betty Blue – dwuczęściowym Betty Bleu (1995) pojawił się jako Stefano, Napoleone Imperatore Perverso (1998) czy Nikita – Sexy Killer (1999) z Sarah Louise Young. U Joego D’Amato wystąpił w wysokobudżetowych kostiumowych produkcjach: Don Salvatore - l’ultimo Siciliano (1995) na motywach powieści Mario Puzo Sycylijczyk, Homo Erectus (1996) i Caligola: Follia del potere (1997) w roli Kaliguli.
Christoph Clark zabrał go do Budapesztu, by zagrał w jego realizacji Private Media Group Weekend w Bolonii (Private Gaia 3: Weekend in Bologna, 1997). Znalazł się w obsadzie produkcji Vidéo Marc Dorcel (VMD) Alexia i spółka (Alexia and Co., 2000) z Nikki Anderson. W 2002 zadebiutował jako reżyser filmu Pene, Amore e Fantasia z Fausto Moreno. Po występie w kostiumowym filmie Maria Salieriego Faust (2002), uhonorowanym nagrodą Ninfa na Festival Internacional de Cine Erótico de Barcelona w kategorii „Najlepszy hiszpańskojęzyczny film”, wziął udział w produkcjach Private Media Group, w tym porno wersji Kleopatry – Private Gold 64: Cleopatra 2: the Legend of Eros (2003) jako Igor i Private Tropical 17: Fantasy Lagoon (2005) jako Maurizio.

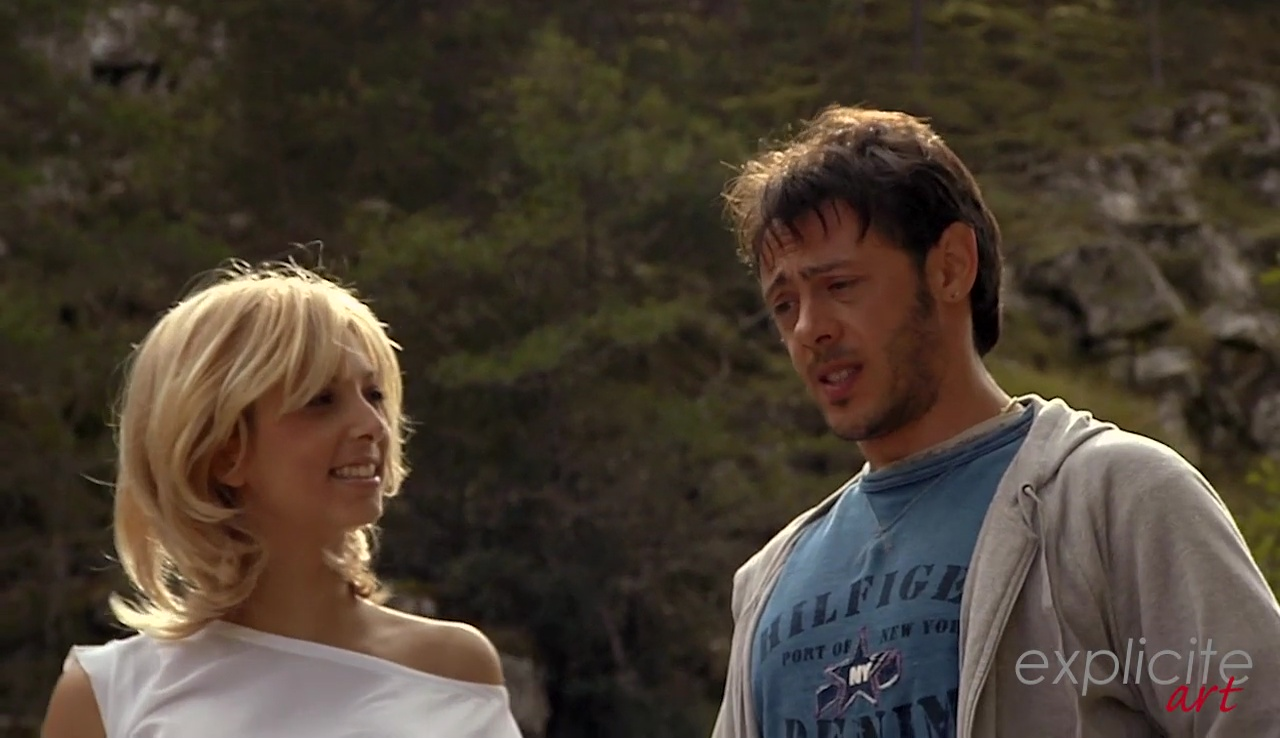
Mégane i Francesco Malcom w Ludivine (2008)

Mario Salieri zaangażował go do tytułowej roli Pinokia w parodii porno powieści Pinokio Carla Collodiego – Penocchio (2002) i biednego Neapolińczyka w komedii Nędza i szlachetność (Miseria e nobiltà, 2003). Film Robinson Crusoe na wyspie grzechu (Private Gold 72: Robinson Crusoe on Sin Island, 2005), gdzie pojawił się jako Lord Chavellir, otrzymał EroticLine Award w kategorii „Najlepszy film międzynarodowy”, dwie FICEB Award jako „Najlepszy projekt produkcji” i „Najlepszy scenariusz”, a także AVN Award 2006 w kategorii „Najlepszego film zagraniczny”. Był młodym faraonem, którego rodzice zostali śmiertelnie ukąszeni przez węża, w pastiszu porno Mumia powraca - Mummy X (2005), który zrealizował Giancarlo Candiano. Zagrał głównego bohatera w pastiszu porno Gorzkie gody – Andrei Nobiliego Sweet Bitter Moon (2006). Był Oktawiuszem w trylogii historycznej Antonio Adamo Rzym (Roma, 2008) z Andreą Moranty (Marek Antoniusz), Robertem Malone (Pompejusz) i Angel Dark (Magdalena). Powrócił w produkcjach Canal+ EquinoXe (2017), Poltersex (2019) z Lutrem Trojanem i dreszczowcu Canal+ France Sicalipsis (2020) u boku Doriana del Isli.

### Obecność w kulturze masowej
Wystąpił w filmach krótkometrażowych Canal+: Dobrzy chłopcy używają prezerwatyw (Good Boys Use Condoms, 1998) w reż. Gaspara Noégo i Le ramoneur de lilas (1998) w reż. Cédrica Klapischa jako telewidz, biograficznym filmie telewizyjnym Moana (2009) jako Maradona i komedii Jakby nie było jutra (Come se non ci fosse un domani, 2017). Był gospodarzem programu Malcolm XXX (2010) i Meritocazzia (2015).
W 2010 udzielił wywiadu dla wydawnictwa książki Nicka Hornby’ego È nata una star? (Narodziny gwiazdy?). W noweli Utrata oddechu (Perdita di fiato) Eda Tagliaviniego z horroru P.O.E. Poetry of Eerie (2011) wystąpił w roli więźnia getta. 
W 2012 wziął udział w kampanii reklamowej dla praw obywatelskich i wolności seksualnej.

## Nagrody i nominacje
| Rok  | Nagroda                                         | Kategoria                                    | Film                                                      | Pozostali wykonawcy | Rezultat  |
| ---- | ----------------------------------------------- | -------------------------------------------- | --------------------------------------------------------- | --- | --------- |
| 1993 | Ninfa                                           | Najlepszy aktor europejski                   | Viva Italia (1993)                                        | – | Wygrana   |
| 1998 | AVN Award                                       | Najlepsza scena seksu grupowego – wideo      | Rock ’n’ Roll Rocco 2: Backstage Pass (1997)              | Clarissa Bruni, Elizabeth King, Eva, Heidy Cassini, Illana Moore, Jeanette La Douce, Lenka Veborova, Olga Lovi, Dina Pearl, Regina Sipos, Stephanie Silver, Samantha del Rio, Katarina Martinez, Sophie Call, Cassandra, Vivienne Clash, Roberto Malone, Andrea Nobili, Andrea Spider, Christoph Clark, Jean-Yves Le Castel, Pavel Sahaj, Richard Langin, Robert Rosenberg, Rocco Siffredi i Silvio Evangelista | Nominacja |
| 1999 | European X Festival (Bruksela, Belgia)          | Najlepszy aktor włoski                       | 24 heures d’amour (1998)                                  | – | Wygrana   |
| 2000 | Hot d’Or                                        | Najlepszy aktor europejski                   | –                                                         | – | Nominacja |
| 2003 | Ninfa                                           | Najlepszy aktor drugoplanowy                 | La dolce Vita (2003)                                      | – | Wygrana   |
| 2004 | Venus Award                                     | Najlepszy aktor                              | Millionaire (2004)                                        | – | Nominacja |
| 2004 | Ninfa                                           | Najlepszy aktor – nagroda publiczności       | –                                                         | – | Wygrana   |
| 2005 | Ninfa                                           | Najlepszy aktor drugoplanowy                 | Robinson Crusoe in the Sin Island (2005)                  | – | Nominacja |
| 2005 | European X Festival (Bruksela, Belgia)          | Najlepszy aktor włoski                       | –                                                         | – | Wygrana   |
| 2008 | Ninfa                                           | Najlepszy aktor drugoplanowy (Włochy)        | Napoli decadente (2002)                                   | – | Nominacja |
| 2009 | Hot d’Or                                        | Najlepszy europejski aktor                   | Roberto w Tajemnica Clary (L’Honneur des Mariani, 2008)   | – | Nominacja |
| 2012 | Mediawave International Film and Music Festival | Nagroda specjalna – Nadzieja dla przyszłości | Francesco Falcon w filmie Duszność (Loss of Breath, 2012) | – | Wygrana   |
| 2017 | Italian Porn Awards                             | Nagroda za karierę aktorską                  | –                                                         | – | Wygrana   |
| 2021 | XBIZ Europa Awards                              | Najlepsza scena seksu w filmie fabularnym    | Sweet Cousins (2020)                                      | Giulia Lov, Lauren Walker, Victoria Beauregard, Ben Wolf i Sebastian Barrio | Nominacja |